# محمد میدو
محمد میدو (عربی: محمد ميدو؛ زادهٔ ۱۱ ژوئن ۱۹۹۰) یک ورزشکار اهل سوریه است.
از باشگاه‌هایی که در آن بازی کرده‌است می‌توان به باشگاه فوتبال الاتحاد سوریه، و باشگاه فوتبال الاتحاد سوریه، و باشگاه فوتبال الاتحاد سوریه، و تیم ملی فوتبال زیر ۲۳ سال سوریه اشاره کرد.
وی همچنین در تیم‌های ملی فوتبال زیر ۱۷ سال سوریه زیر ۲۰ سال سوریه زیر ۲۳ سال سوریه بازی کرده است.